# Utylizacja
Utylizacja (z fr. utilisation) – wykorzystanie odpadów jako surowców wtórnych. Potocznie utylizacja rozumiana jest jako zniszczenie lub unieszkodliwienie.
Typowym przykładem utylizacji jest proces przerobu padliny i wszelkiego rodzaju ubocznych produktów przemysłu mięsnego i rybnego na mączki pastewne (mięsno-kostna, z krwi, kostna, rybna, keratynowa), tłuszcze techniczne, żelatynę, kleje itp. W skali przemysłowej utylizacja padliny i odpadów zwierzęcych polega na ich rozgotowaniu pod ciśnieniem, wysuszeniu uzyskanej miazgi i oddzieleniu przez tłoczenie lub ekstrakcję tłuszczu. Oprócz znaczenia ekonomicznego utylizacja ma znaczenie sanitarne, gdyż likwiduje ewentualne ogniska chorób zakaźnych.

## Historia gospodarowania odpadami - spalarnie
Pierwszym na świecie zakładem służącym do spalania odpadów była spalarnia w Paddington, zbudowana  w 1870 roku na fali fascynacji silnikami parowymi oraz z konieczności szybkiego usuwania odpadów miejskich. W latach 1876–1877 powstawały zakłady spalania nieczystości w Leeds, Manchesterze, Birmingham. Następnymi krajami, które zaczęły wdrażać (w początkach XX wieku) metody termicznego usuwania odpadów były: Dania, Szwecja, Czechy i Polska.

## Odzysk odpadów w Polsce
Gospodarka odpadami w Polsce opiera się na przepisach prawnych, szczególnie na ustawie z dnia 14 grudnia 2012 r. o odpadach.
Przykładowymi polskimi zakładami utylizacyjnymi przemysłu mięsnego i rybnego są wybudowane w roku 1980 – zautomatyzowane, o pełnej dezodoryzacji – zakłady w Osetnicy (województwo dolnośląskie), Gołczy (województwo małopolskie), Przewrotnem (województwo podkarpackie).
Określenie utylizacja odpadów funkcjonuje w gospodarowaniu odpadami jako określenie potoczne na odzysk odpadów.